# 巴特納茨 (紐約州)
巴特納茨（英語：Butternuts）是一個位於美國紐約州奧齊戈縣的鎮。

## 人口
根據2020年美國人口普查的數據，巴特納茨的面積為139.52平方千米，當中陸地面積為139.41平方千米，而水域面積為0.10平方千米。當地共有人口1665人，而人口密度為每平方千米12人。